# Олеся (фільм, 1972)
«Олеся» — український радянський художній фільм кінорежисера Бориса Івченка. Прем'єра фільму відбулася 31 березня 1972 року. Фільм знятий за мотивами повісті Олександра Купріна «Олеся» (1898).

## Сюжет
Спочатку для Івана Тимофійовича зустріч у провінційній глушині з живою «віщункою» була просто цікава, кумедна, але незабаром його підкорила краса Олесі, неабияка сила її почуттів, чистота і відкритість її душі. І хоча дівчина передбачала швидку розлуку, вона довірила, і себе, і свою долю «паничу», який також їй сподобався…

## Актори
- Людмила Чурсіна — Олеся
- Геннадій Воропаєв — Порошин
- Борислав Брондуков — Ярмола
- Анатолій Барчук — Дмитро
- Марія Капніст — Мануйлиха
- Володимир Волков — урядник
- В епізодах: Лев Перфілов (шинкар), Анатолій Юрченко, Юрій Гаврилюк, Ніна Реус, Борис Александров, В. Пушкаренко, Анатолій Іванов, Федір Гладков, С. Зорич, Анатолій Моторний, Е. Харченко, В. Єфімов

## Знімальна група
- Сценарист: Василь Дулгеров
- Режисер-постановник: Борис Івченко
- Оператор-постановник: Микола Кульчицький
- Художник-постановник: Валерій Новаков
- Композитор: Володимир Губа
- Звукооператор: Ростислав Максимцов
- Текст пісень: В. Романової
- Режисер: Т. Воробйова
- Оператор: П. Лойко
- Режисер по монтажу: Тетяна Сивчикова
- Редактор: Володимир Чорний
- Художники по костюмах: Т. Глінкова, Я. Каневська
- Художник-декоратор: Н. Гінжул
- Художник по гриму: В. Шикін
- Асистенти:
  - режисера: Р. Вакулюк, М. Ляховецький
  - оператора: В. Політов, В. Шатунов, Володимир Довгальов
- Комбіновані зйомки:
  - художник: Михайло Полунін
  - оператор: Валентин Симоненко
- Державний симфонічний оркестр УРСР, диригент: Володимир Кожухар
- Директор картини: Тетяна Кульчицька